# 후르리인
후르리인(/ˈhʊəriənz/; 후르리어: 𒄷𒌨𒊑 Ḫu-ur-ri)은 청동기 시대 동안 고대 근동에 거주했던 민족이다. 후르리어를 사용했으며, 북부 시리아, 북메소포타미아, 남동부 아나톨리아 전역에 살았다. 하리, 후리트, 후리, 추리라고도 불렸다.
후르리인은 우르케시에서 첫 왕국을 건설했다고 기록되어 있다. 이후 대국인 미탄니를 세웠다. 히타이트 제국의 아나톨리아 인구에도 후르리인이 많이 있었고, 히타이트 신화에도 후르리족의 영향이 나타난다. 초기 철기 시대에는 후르리인들이 다른 민족들과 동화되었다. 우라르투 국가는 나중에 같은 지역의 일부를 차지했다. 후르리인과 관련된 민족은 우라르투인이다.

## 역사

### 초기 청동기 시대

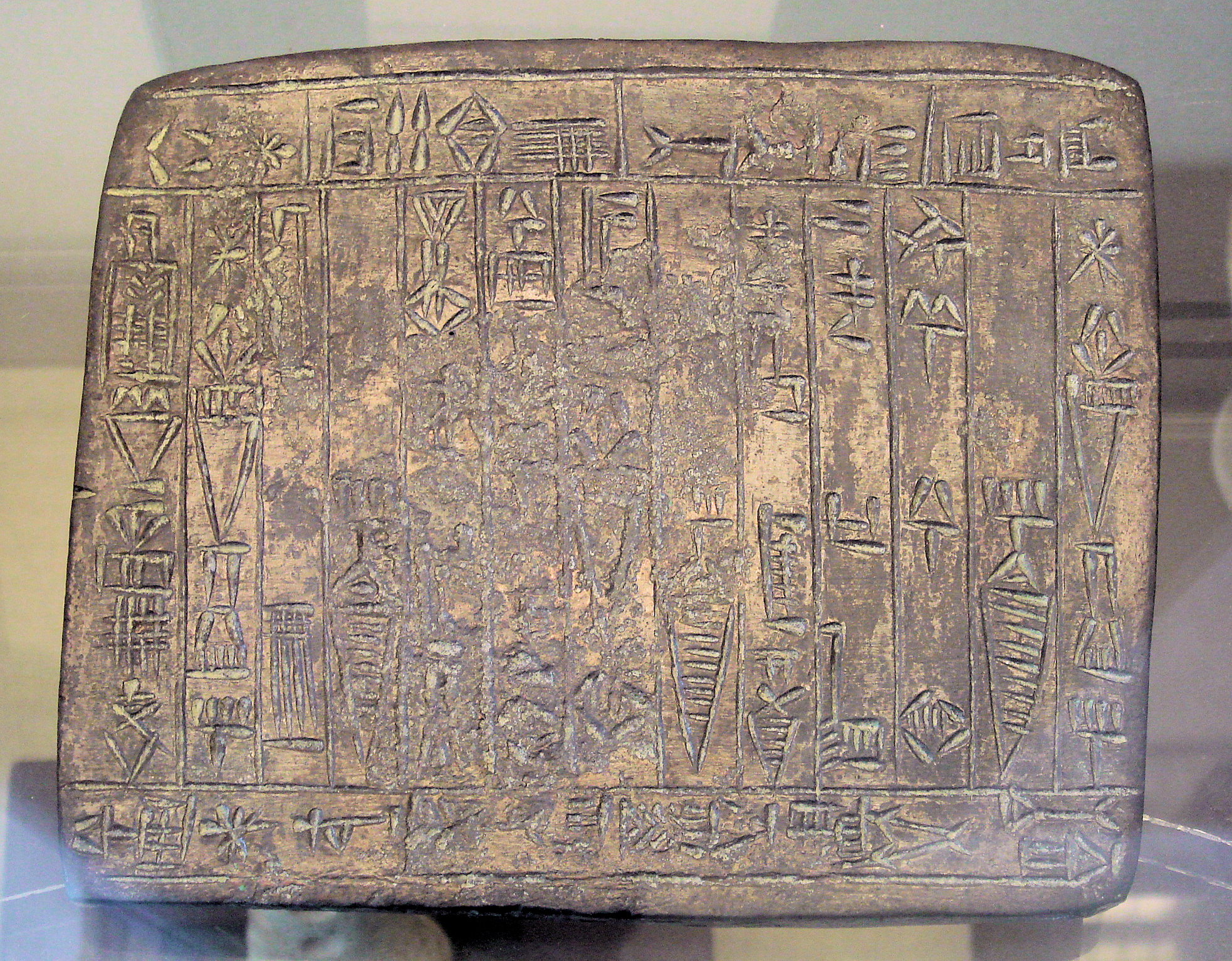

하부르강 계곡은 천 년 동안 후르리 영토의 중심지였다. 최초로 알려진 후르리 왕국은 기원전 3천년경 우르케시(현재 텔 모잔)를 중심으로 형성되었다. 그들이 처음에 메소포타미아의 아카드 제국과 동맹을 맺었다는 증거가 있는데, 이는 아카드 나람신(기원전 2254-2218년경)의 통치 시기까지 그들이 이 지역을 확고히 장악하고 있었음을 시사한다. 후르리 이름 '투프키시'를 가진 우르케시의 왕은 우크니툼이라는 왕비를 두었는데, 이는 아카드어로 "청금석 소녀"를 의미한다.

### 중기 청동기 시대
후르리식 이름은 중기 청동기 시대에 북서부 메소포타미아와 오늘날 이라크의 키르쿠크 지역에서 산발적으로 나타난다. 그들의 존재는 누지, 우르케시 및 다른 유적지에서도 확인되었다. 그들은 결국 서쪽의 하부르강 계곡에서 동쪽의 자그로스산맥 기슭까지 뻗어 있는 비옥한 농지의 넓은 초승달 지대에 진출했다. 이 시점, 즉 기원전 2천년 초의 고대 바빌로니아 시대에는 남쪽의 수메르 마리의 아모리족 왕국이 우르케시를 정복하고 속국으로 만들었다. 우르케시는 나중에 미탄니의 종교적 중심지가 되었다.
후르리인들은 이 시기에 더 서쪽으로 이주했다. 기원전 1725년경에는 알랄라흐와 같은 북부 시리아 일부 지역에서도 발견된다. 혼합 아모리-후르리 왕국 얌카드는 기원전 1600년경 초기 히타이트의 왕 하투실리 1세와 이 지역을 놓고 싸웠다고 기록되어 있다. 후르리인들은 또한 남부 아나톨리아의 키주와트나 지역 아다니야의 해안 지역에 정착했다. 얌카드는 결국 강력한 히타이트에 비해 약해졌지만, 이것은 또한 아나톨리아에 후르리 문화의 영향을 미치는 계기가 되었다. 히타이트인들은 여러 세기 동안 후르리 문화의 영향을 받았다.
쉬바니바(텔 빌라)도 그 당시 중요한 역할을 했을 수 있다. 기원전 2천년 중반에 텔 빌라에서 후르리 점령의 가능성이 확인되었다. 2022년에 텔 빌라는 시마눔(아카드 제국 시대에는 아시마눔으로 알려졌을 가능성 있음)의 유적지 후보로 제안되었다. 시마눔은 우르 제3왕조 시대 (기원전 2100년경)에 중요한 도시였다.

### 후기 청동기 시대
미탄니는 북쪽으로는 히타이트, 남서쪽으로는 이집트, 남동쪽으로는 카시트인, 그리고 나중에는 동쪽으로는 아시리아에 의해 한정된 강력한 지역 강대국이었다. 미탄니는 최대 판도에서 서쪽으로는 타우루스 산맥의 키주와트나, 남쪽으로는 투니프, 동쪽으로는 아라파, 북쪽으로는 반호까지 뻗어 있었다. 그들의 영향권은 확산된 후르리 지명과 인명에서 나타난다. 결국, 내부 계승 위기 이후 미탄니는 히타이트에 의해 몰락했고, 나중에는 아시리아의 지배를 받게 되었다.
기원전 1550년 이전에 처음으로 권력을 잡은 후르리족 국가 미탄니는 투트모세 1세(기원전 1506–1493년)와 투트모세 3세(기원전 1479–1425년) 이집트 파라오의 기록에서 처음 언급되었으며, 후자는 특히 그 파라오의 통치 22년 메기도 전투와 관련이 깊다. 이집트인들은 대부분 이 왕국을 나하린이라고 불렀다. 나중에 미탄니와 하니갈바트(미탄니의 아시리아 이름)는 파라오 아케나텐(기원전 1353–1336년) 시대의 아마르나 문서에서 언급된다. 국내적으로는 여러 히타이트 유적지뿐만 아니라 텔 바지, 알랄라흐, 누지, 마르다만, 케무네, 그리고 뮈슬뤼만테페 등 여러 지역에서 미탄니의 문헌이 발견되었다.
후르리 문화의 또 다른 주요 중심지는 아라파 왕국이었다. 고대 누지 유적지인 요르간 테페의 중요성 또한 입증되었다. 이티-테슙과 이티야와 같은 후르리 왕들이 아라파를 통치했지만, 기원전 15세기 중반에는 미탄니 대왕의 봉신이 되었다.

### 우라르투
기원전 2천년 말, 반호와 아라라트산 주변의 우라르투인들이 권력을 잡아 우라르투 왕국을 형성했다. 기원전 11세기와 10세기 동안 이 왕국은 북쪽의 캅카스산맥에서 남쪽의 북부 아시리아 및 북부 고대 이란 국경까지 진출했고, 동부 아나톨리아의 대부분을 통제했다. 일부 학자들은 언어적 유사성때문에 우라르투를 초기 후르리 인구의 재결집으로 이해하지만, 정설은 아니다.

### 슈바루/슈브리아
기원전 1350-1325년경 히타이트에 의한 미탄니의 파괴 이후, 슈바루라는 용어는 아시리아 문헌에서 상부 티그리스 계곡에 남아 있는 미탄니의 잔재를 지칭하는 데 사용되었다. 슈바루족은 기원전 2천년 마지막 세기 동안 아시리아인에 대항하여 여러 번 반란을 일으켰다. 이 용어는 상부 티그리스강 계곡 북쪽에 위치한 나라의 이름인 슈브리아와 관련이 있다. 슈브리아는 우라르투와 아시리아 사이에 위치했으며, 기원전 673-672년에 아시리아에 정복될 때까지 독립 왕국으로 존재했다. 슈브리아인들은 후르리 신 테슙을 숭배했으며, 여러 슈브리아 이름은 후르리 기원을 가지고 있다. 후르리인들은 슈브리아 인구의 일부를 형성했으며, 주된 집단이었을 수도 있다. 일부 학자들은 슈브리아가 후르리 문명의 마지막 잔재이거나 심지어 후르리인의 원래 고향을 구성했을 수도 있다고 제안했다. 캐런 래드너는 슈브리아를 "(언어적으로나 문화적으로) 후르리" 국가로 확실히 묘사할 수 있다고 기술한다. 래드너에 따르면, 사르곤 2세 시대에 슈브리아 왕이 아시리아 귀족에게 보낸 편지는 후르리어로 작성되었다.

## 문화와 사회

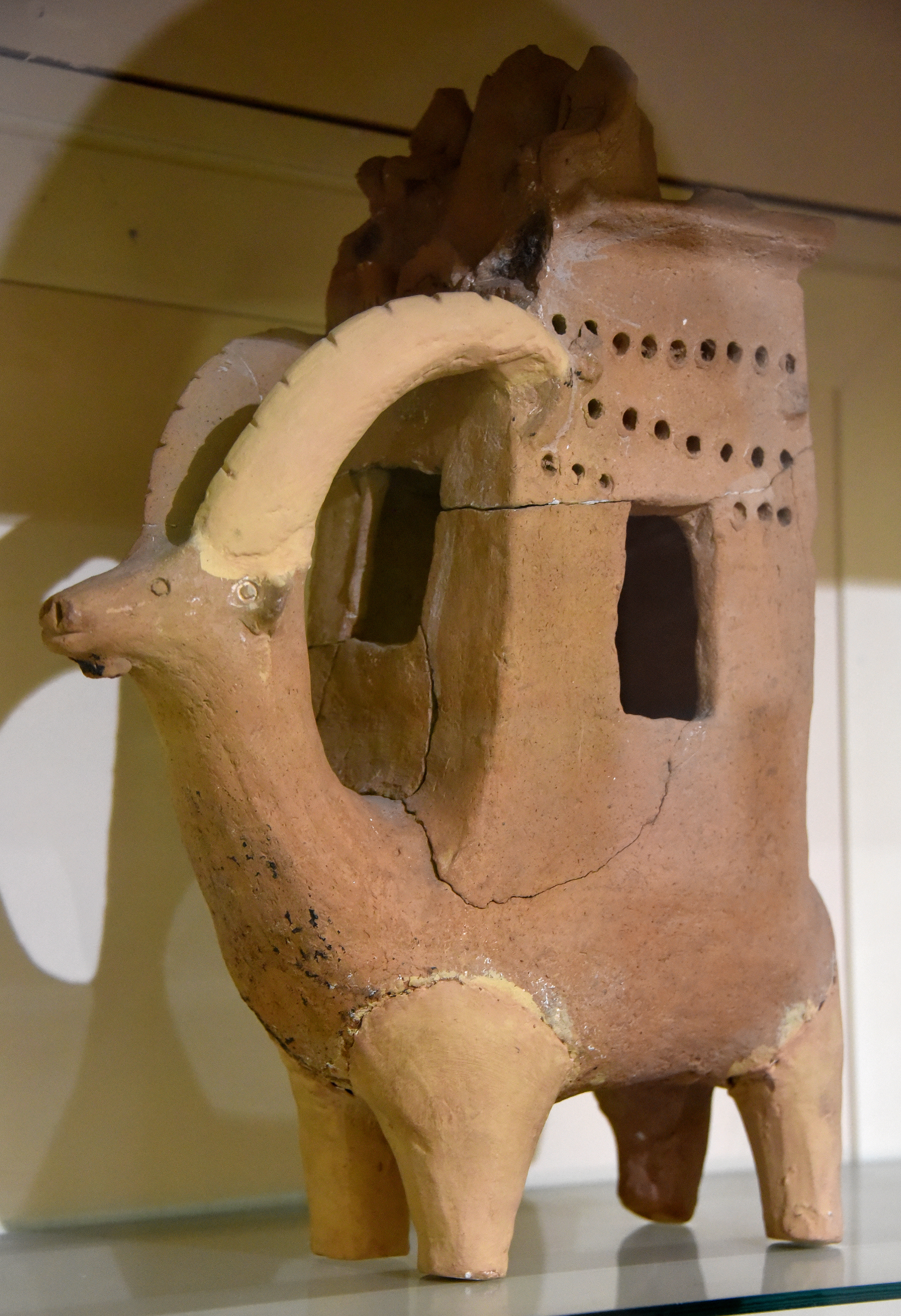
향로. 후르리 시대, 기원전 1300–1000년. 오늘날 이라크 두칸 호수 인근 텔 바스모시안 (텔 바스무시안) 출토. 현재 에르빌 문명 박물관에 전시되어 있다.

후르리 문화에 대한 지식은 누지 및 알랄라흐와 같은 유적지에서의 고고학적 발굴과 하투샤(보아즈쾨이), 즉 히타이트 문명의 수도에서 주로 발견된 쐐기 문자 점토판에 의존한다. 히타이트 문명은 후르리인에 의해 크게 영향을 받았다. 누지, 알랄라흐 등 후르리 인구이 살던 도시에서 발견된 점토판들은 아카드어로 쓰여졌음에도 불구하고 후르리의 문화적 특징을 보여준다. 후르리 원통 인장은 정교하게 조각되었으며 종종 신화적 모티프를 묘사했다. 이들은 후르리 문화와 역사를 이해하는 데 중요한 열쇠가 된다.
2천년기의 후르리인들은 뛰어난 도예가였다. 그들의 토기는 메소포타미아와 유프라테스 서쪽 지역에서 흔히 발견되며, 이집트 신왕국 시대에는 멀리 이집트에서도 높이 평가되었다. 고고학자들은 후르리인들이 사용한 두 가지 유형의 물레로 만든 도기에 하부르 토기와 누지 토기라는 이름을 붙였다. 하부르 토기는 기하학적인 삼각형 무늬와 점이 있는 붉은색 선이 특징이며, 누지 토기는 매우 독특한 형태를 가지고 있고 갈색 또는 검은색으로 칠해져 있다. 그들은 또한 유리 세공에도 능숙했다.
후르리인들은 금속공학에서 명성이 있었다. 수메르어로 "구리세공사"를 의미하는 타비라/티비라가 후르리어에서 차용되었을 것이라고 제안되는데, 이는 아카드 문헌에 처음 언급되기 훨씬 이전에 후르리인들의 초기 존재를 시사한다. 구리는 아나톨리아 고원에서 남쪽의 메소포타미아로 거래되었다. 하부르 계곡은 금속 무역의 중심지였으며, 구리, 은, 심지어 주석도 아나톨리아 고원에 위치한 후르리 지배 지역인 키주와트나와 이슈와에서 구할 수 있었다. 금은 부족했고, 아마르나 문서에 따르면 이집트에서 조달되었다. 후기 우라르투를 제외하고는 후르리 금속 세공품의 많은 예가 남아 있지 않다. 우르케시에서는 몇몇 작은 정교한 청동 사자 후르리 기초 못이 발견되었다.
우가리트에서 발견된 후르리 문서 중에는 기원전 1400년경으로 거슬러 올라가는 가장 오래된 악보가 있다. 이 단편들 중에는 탭시후니, 푸히야(나), 우르히야, 암미야 등 네 명의 후르리 작곡가 이름이 발견된다.

## 종교
후르리 문화는 히타이트의 종교에 큰 영향을 미쳤다. 키주와트나의 쿰만니에 있는 후르리 숭배 중심지에서 후르리 종교는 히타이트인들에게 퍼졌다. 혼합주의는 고대 히타이트와 후르리 종교를 융합시켰다. 후르리 종교는 시리아로 확산되어 바알이 테슙의 대응신이 되었다. 후르리 종교는 다양한 형태로 고대 이집트와 남부 메소포타미아를 제외한 고대 근동 전체에 영향을 미쳤다.
후르리어와 우라르투어는 관련이 있지만, 해당 신앙 체계 간에는 유사성이 거의 없다.

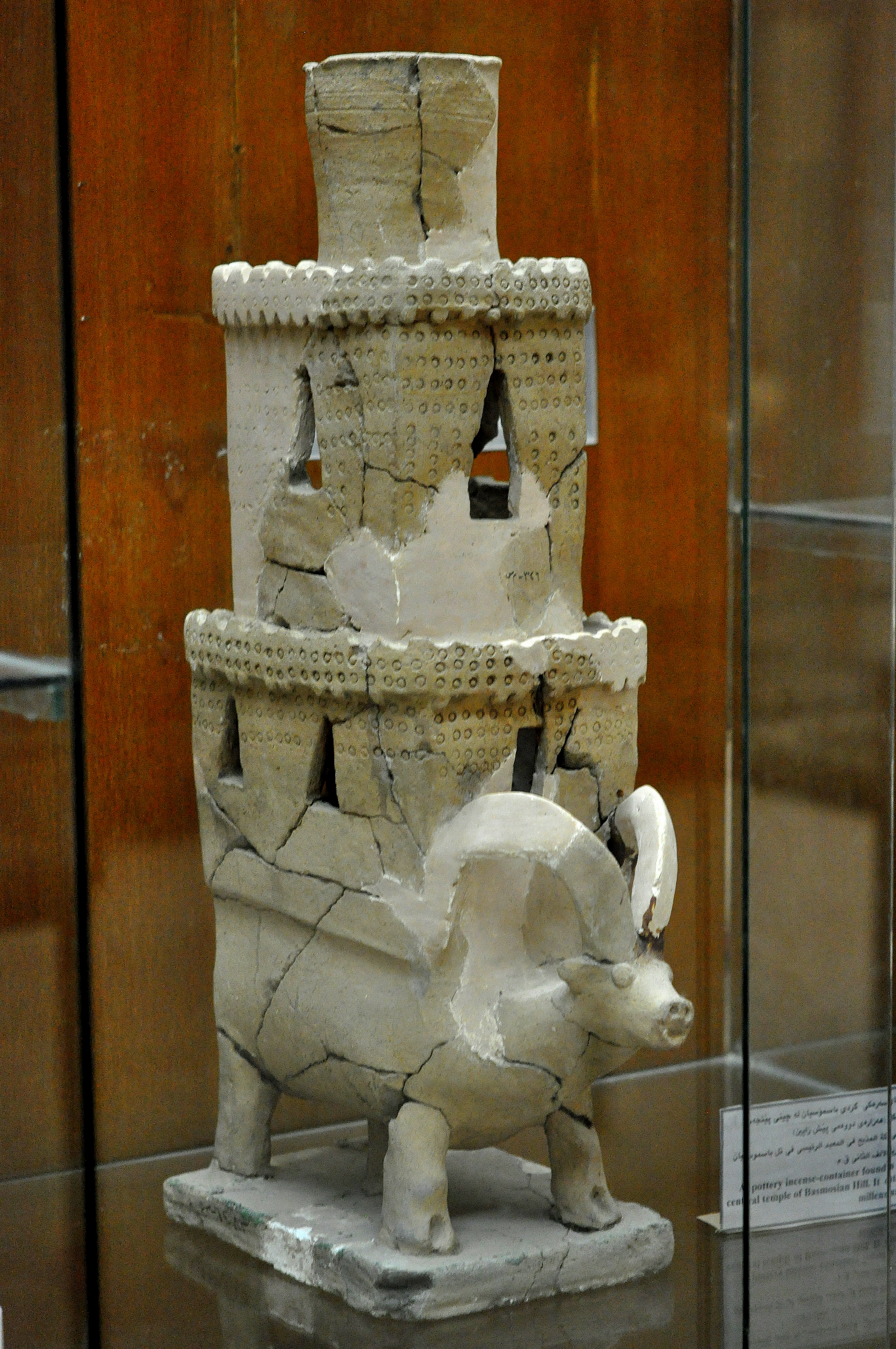
후르리 향로

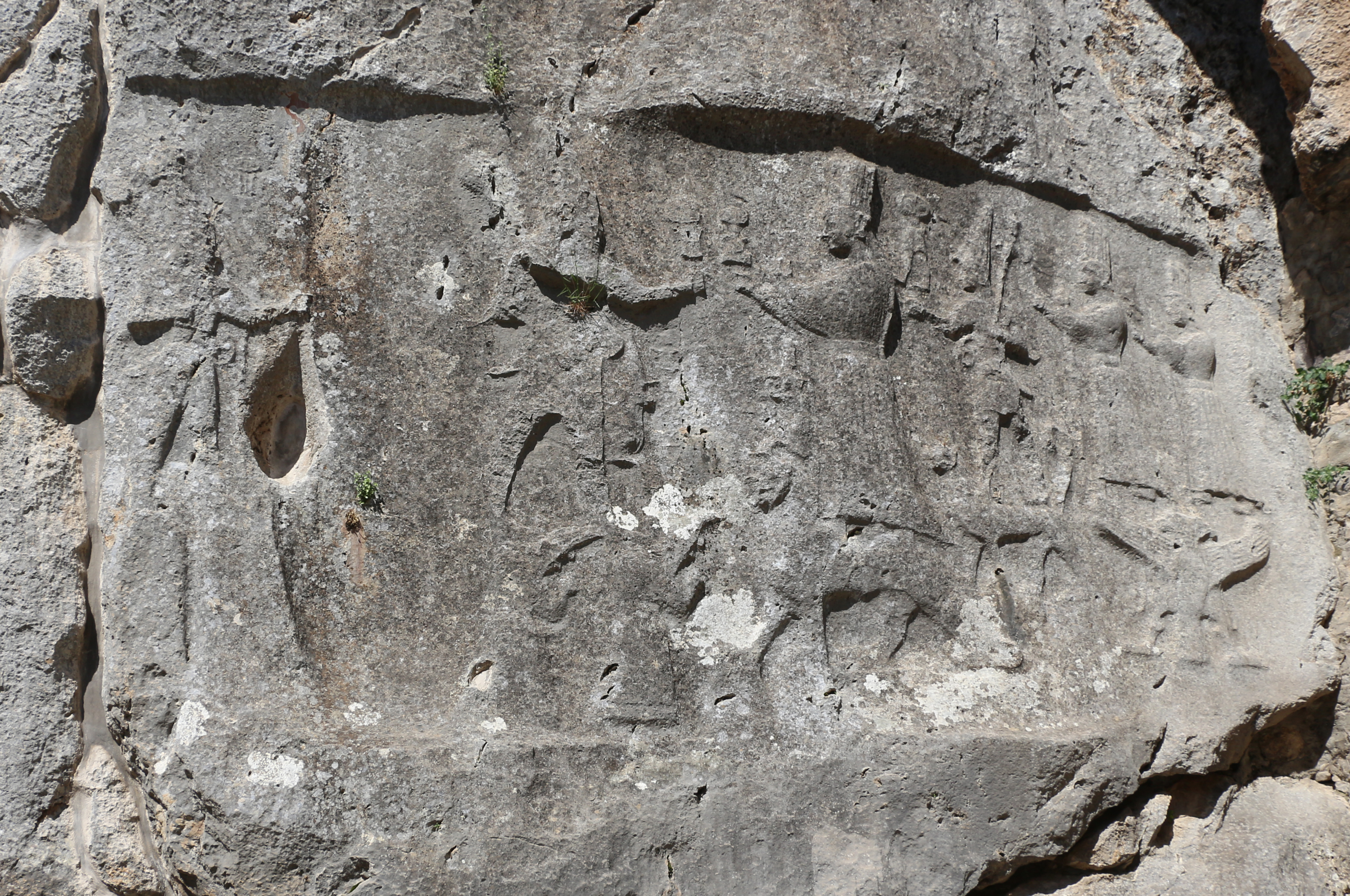
히타이트의 신 테슙과 헤파트, 튀르키예 히타이트 암석 성소 야질리카야 A실

후르리 만신전의 주요 신들은 다음과 같다.
- 테슙: 강력한 폭풍의 신.[39]
- 헤파트: 그의 아내,[40] 대모신으로 나중에 히타이트의 아린나 태양신과 동일시되었다.[41]
- 샤루마: 그들의 아들로, 시리아 기원의 산신.[42]
- 쿠마르비: 곡물의 신,[43] 테슙의 아버지이자 엔릴과 유사한 "신들의 아버지"였다.[44] 신화에서 그의 고향은 우르케시 시이다.
- 샤우슈카: 이슈타르의 후르리 대응신이자 사랑, 전쟁, 치유의 여신.[45]
- 시메기: 태양신.[46]
- 쿠슈흐: 달의 신이자 맹세의 수호신.[47] 태양과 초승달의 상징이 후르리 도상학에서 함께 나타난다.
- 네르갈: 수메르의 명계 신으로, 후르리 역사 기록 초기에는 우르케시에서 중요한 신전을 가지고 있었다.[48] 현재 후르리어 이름이 알려지지 않은 신을 대신하는 것일 수도 있다.[49]
- 에아: 지혜의 신으로, 역시 수메르 기원이다.[50]
- 알라니: 명계의 여신.[51]
- 이샤라: 시리아 기원의 여신.[52]
- 아스타비: 전쟁의 신.[53]
- 누파티크: 기능이 불확실한 주요 신.[54]
- 후테나와 후텔루라: 운명과 출생의 여신.[55]

후르리 원통 인장은 날개 달린 인간이나 동물, 용, 기타 괴물과 같은 신화적 생물들을 자주 묘사한다. 이 신들과 악마들에 대한 묘사의 해석은 여전히 불확실하다. 그들은 보호적이고 사악한 영혼이었을 수 있다. 일부는 아시리아의 셰두를 연상시킨다.
후르리의 신들은 메소포타미아나 고대 이집트처럼 특별한 본거지 신전을 가지고 있었던 것 같지는 않다. 키주와트나의 쿰만니와 히타이트의 야질리카야는 대표적인 숭배중심지였다. 하란은 적어도 나중에는 달의 신을 위한 종교적 중심지였으며, 샤우슈카는 그 도시가 후르리 지배 아래 있었을 때 니네베에 중요한 신전을 가지고 있었다. 네르갈 신전은 기원전 3천년 후반에 우르케시에 세워졌다. 텔 바리의 카하트 마을은 미탄니 왕국의 종교적 중심지였다.
히타이트인들 사이에 보존된 후르리 신화 "울리쿰미의 노래"는 헤시오도스의 신통기와 유사하다. 크로노스에 의한 우라노스의 거세는 쿠마르비에 의한 아누의 거세에서 유래했을 수 있으며, 제우스가 크로노스를 전복하고 크로노스가 삼킨 신들을 토해내는 것은 테슙과 쿠마르비의 후르리 신화와 유사하다. 아티스 숭배가 후르리 신화에서 파생되었다는 주장도 제기되었다.

## 언어

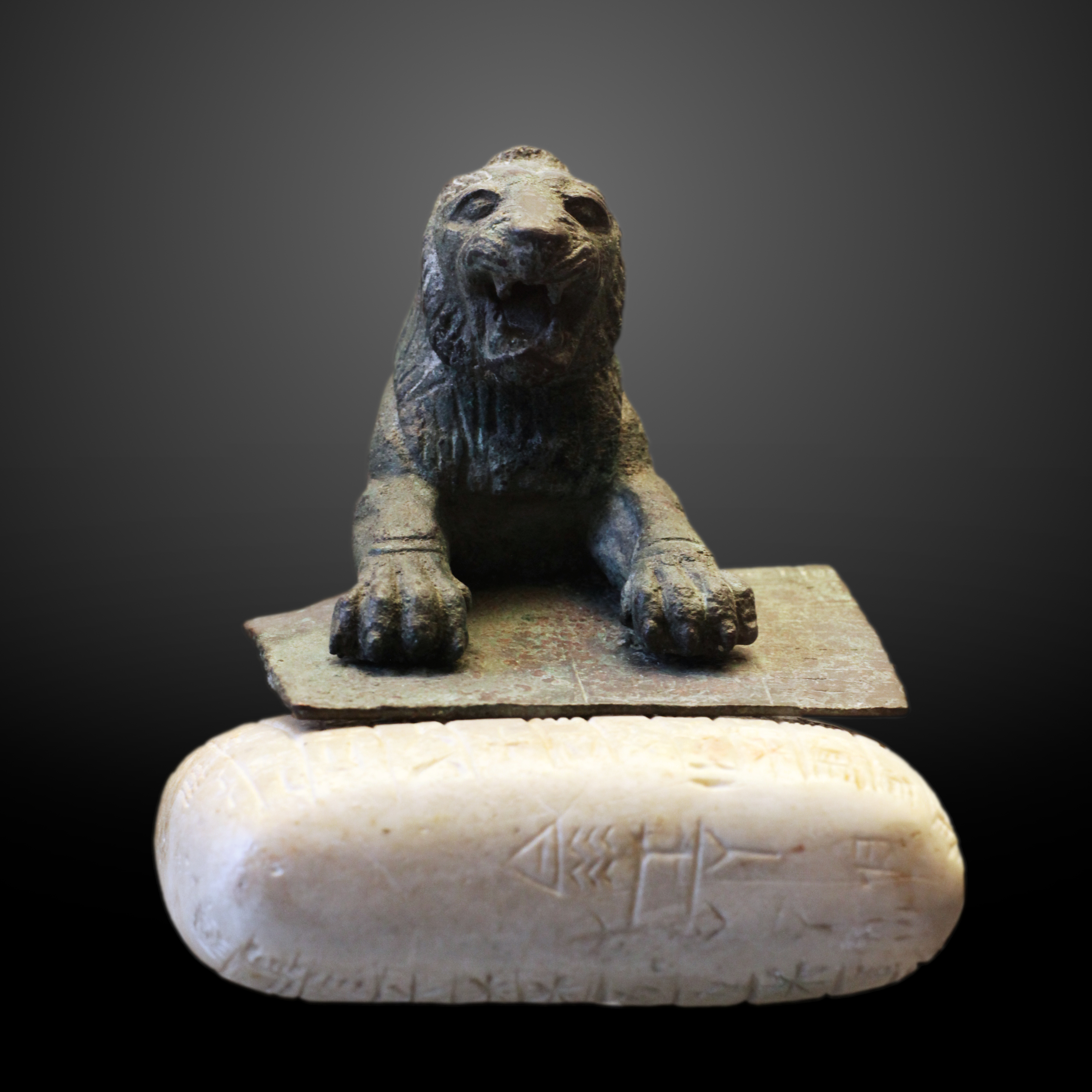
루브르 사자와 함께 발견된 후르리어로 쓰인 가장 오래된 텍스트가 새겨진 석판

교착어이자 고도로 능격적인 후르리어는 고대 우라르투 왕국의 언어인 우라르투어와 관련이 있다. 이들은 함께 후르리우라르투어족을 이룬다. 후르리우라르투어의 외부 연결은 논쟁의 여지가 있다. 다른 언어군(예: 북동캅카스어족)과의 유전적 관계에 대한 다양한 제안이 있지만, 이들 중 어느 것도 일반적으로 받아들여지지 않는다.
후르리인들은 기원전 2000년경 자신들의 문자로 아카드어와 쐐기 문자를 채택했다. 쐐기 문자로 된 후르리어 문서는 하투샤, 우가리트 (라스 샴라)뿐만 아니라 미탄니의 왕 투슈라타가 파라오 아멘호테프 3세에게 보낸 가장 긴 아마르나 문서 중 하나(EA 27)에서도 발견되었다. 이는 1983년 하투샤에서 히타이트어 번역이 포함된 후르리어 문학의 다수 판본 모음이 발견되기 전까지 알려진 유일한 장문의 후르리어 문서였다.

## 고고학
후르리인의 거주지는 이라크, 시리아, 튀르키예의 세 현대 국가에 걸쳐 분포되어 있다. 후르리 세계의 중심부는 시리아와 튀르키예의 현대 국경에 의해 양분되어 있다. 여러 유적지가 국경 지대에 위치하여 발굴 접근이 어렵다. 고대 유적지에 대한 위협은 유프라테스강, 티그리스강, 하부르 계곡의 많은 댐 건설 프로젝트이다. 댐 건설로 인해 전체 강 계곡이 수몰될 위기에 처했을 때 이미 여러 차례 긴급 구출 작업이 진행되었다.
이라크와 시리아에서 후르리 유적지에 대한 첫 주요 발굴은 1920년대와 1930년대에 시작되었다. 이 발굴은 미국의 고고학자 에드워드 키에라가 요르간 테페(누지)에서, 영국의 고고학자 맥스 맬로원이 차가르 바자르와 텔 브락에서 이끌었다. 현재 진행 중인 최근 발굴 및 조사는 시리아 유물청과 협력하여 미국, 벨기에, 덴마크, 네덜란드, 프랑스, 독일, 이탈리아 고고학팀이 국제 참여자들과 함께 수행하고 있다. 텔(Tell), 즉 도시 언덕은 종종 신석기 시대부터 로마 시대 또는 그 이후까지의 긴 점령 역사를 보여준다. 특징적인 후르리 토기인 하부르 토기는 언덕 내의 다른 점령 지층을 식별하는 데 도움이 된다. 후르리인의 거주지는 일반적으로 중기 청동기 시대부터 후기 청동기 시대 말까지로 확인되지만, 텔 모잔(우르케시)은 주요 예외이다.

### 주요 유적지
이 목록에는 후르리인이 지배했던 지역의 몇몇 중요한 고대 유적지가 포함되어 있다. 발굴 보고서와 이미지는 링크된 웹사이트에서 찾을 수 있다. 위에서 언급했듯이, 알랄라흐, 아마르나, 하투샤, 우가리트에서도 후르리 문화와 역사에 대한 중요한 발견이 이루어졌다.
- 우르케시 (텔 모잔)
- 누지 (요르간 테페)
- 나가르 (텔 브락)
- 텔 레일란 (셰흐나 및 슈바트-엔릴)
- 텔 바리 (카하트)
- 텔 베이다르 (나바다)
- 텔 투네이니르
- 움 엘-마라 (투바?)
- 텔 추에라
- 텔 함맘 엣-투르크만 (잘파?)
- 텔 사비 아비야드
- 하무카르
- 차가르 바자르
- 시칸 (와슈칸니?)
- 탈 알-하미디야 (타이두?)

## 같이 보기
- 호리족
- 나이리족
- 후르리 노래

## 더 읽어보기
- Buccellati, Giorgio, and Marilyn Kelly-Buccellati. “Urkesh: The First Hurrian Capital.” The Biblical Archaeologist, vol. 60, no. 2, 1997, pp. 77–96
- Campbell, Dennis R. M., and Sebastian Fischer, "A HURRIAN RITUAL AGAINST TOOTHACHE: A REANALYSIS OF MARI 5", Revue d’Assyriologie et d’archéologie Orientale, vol. 112, pp. 31–48, 2018
- Fournet, Arnaud, "About Eni, the Hurrian Word for ‘God.’", Journal of Near Eastern Studies, vol. 71, no. 1, pp. 91–94, 2012
- Greene, Joseph A., "‘Nuzi and the Hurrians: Fragments from a Forgotten Past’: A Slice of Mesopotamian Life in the Fourteenth Century BCE", Near Eastern Archaeology, vol. 61, no. 1, pp. 66–66, 1998
- Güterbock, Hans Gustav, "The Hittite Version of the Hurrian Kumarbi Myths: Oriental Forerunners of Hesiod", American Journal of Archaeology, vol. 52, no. 1, pp. 123–34, 1948
- Hawkes, Jacquetta, The First Great Civilizations: Life in Mesopotamia, the Indus Valley, and Egypt, Knopf, 1973 ISBN 978-0394461618
- Kilmer, Anne Draffkorn. "The Discovery of an Ancient Mesopotamian Theory of Music". Proceedings of the American Philosophical Association 115, no. 2 (April 1971): 131–49.
- Kilmer, Anne Draffkorn, Richard L. Crocker, and Robert R. Brown. Sounds from Silence: Recent Discoveries in Ancient Near Eastern Music. Berkeley: Bit Enki Publications, 1976. (booklet and LP record, Bit Enki Records BTNK 101, reissued [s.d.] with CD).
- Speiser, E. A., Introduction to Hurrian, New Haven, ASOR 1941.
- 비탈레, 라울. "La Musique suméro-accadienne: gamme et notation musicale". Ugarit-Forschungen 14 (1982): 241–63.
- Wilhelm, Gernot (ed.). Nuzi at Seventy-five. Studies in the Civilization and Culture of Nuzi and the Hurrians. Bethesda: Capital Decisions, Ltd., 1999
- Wilhelm, G, "A Hurrian Letter from Tell Brak", Iraq, vol. 53, pp. 159–68, 1991
- Wegner, Ilse. Einführung in die hurritische Sprache, 2. überarbeitete Aufl. Wiesbaden: Harrassowitz, 2007. ISBN 3-447-05394-1
- Wulstan, David. "The Tuning of the Babylonian Harp", Iraq 30 (1968): 215–28.